# Friedrich Bischoff (Reeder)
Friedrich Bischoff (* 7. April 1861 in Vegesack; † 28. April 1920 in Bad Oeynhausen) war ein deutscher Reeder und Kaufmann.

## Biografie
Bischoff war der Sohn des Reeders Johann Dietrich Bischoff (1823–1893), der in Vegesack ab 1859 eine Trampschifffahrt besaß. Der Vater setzte ab 1874 auch Dampfschiffe vorwiegend auf der Ostsee ein. Bischoff wuchs in der Alten Hafenstraße auf. 1886 heiratete er in Vegesack die Kaufmannstochter Marie Danziger (1864–1942) und bezog die anlässlich seiner Hochzeit neuerbaute Villa Bischoff an der Weserstraße 84, die er 1910 verkaufte. Im gleich Jahr zog er mit seiner Familie ins Haus Windeck nach Grohn. Ab 1893 führte er das väterliche Unternehmen und wandelte es bald in eine Aktiengesellschaft um. 
1896 verkaufte er die meisten seiner Schiffe an die von ihm in diesem Jahr mitgegründete Argo Reederei in Bremen, deren Direktor er wurde. Mit einer Flotte von 30 Seeschiffen und einer Tonnage von zusammen 44.504 BRT war die Argo 1914 die viertgrößte Bremer Reederei. Nach dem Ersten Weltkrieg begann er 1919/20 mit dem Wiederaufbau der Argo Reederei.
1893 beteiligte er sich zusammen mit dem Schiffbauer Victor Nawatzki, dem Kaufmann Franz Ernst Schütte, dem Bankier Bernhard Loose und der Reederei Wätjen an der Gründung der Werft Bremer Vulkan Schiffbau und Maschinenfabrik in Vegesack. 1896 wurde er Aufsichtsratsvorsitzender der Vulkan-Werft. 
1895 beteiligte er sich zusammen mit Schütte, Loose und dem Assekuranzmakler Henrich Wuppesahl auch an der Gründung der Bremen-Vegesacker Fischerei-Gesellschaft AG. Die J.D. Bischoff-Reederei wurde hingegen 1899 aufgelöst. Bischoff gründete ferner noch eine Fruchthandelsgesellschaft. Er war Mitglied in verschiedenen Aufsichtsräten, unter anderem bei der Reederei Deutsche Levante-Linie in Hamburg.
Das Familiengrab Bischoff befindet sich auf dem Vegesacker Friedhof an der Lindenstraße.

### Ehrungen
- Die Reeder-Bischoff-Straße in Bremen-Vegesack wurde nach ihm und seinem Vater benannt.